# 바빌로니아의 항성 일람표
바빌로니아의 항성 일람표는 카시트가 바빌로니아 전역을 통치하던 동안과 이후에 쐐기문자로 작성된, 별자리와 각개의 항성과 행성의 목록을 포함하고 있는 항성 일람표로써, 일찍이 바빌로니아의 천문학은 그것의 일련의 목록으로 천체의 관측과 점술을 조합했다. 그 별자리는 아마도 아카드의, 아무르의, 엘람의 그리고 그 외의 항성을 언급하는 가장 오래된 일람표인 각각의 삼성(各各 三星, Three Stars Each) 및 다른 여러 자료로부터 수집된 듯하다.
여러 자료는 바빌로니아의 별자리에 대한 수메르 기원설을 이론화해오고 있지만, 엘람 기원설 또한 제기되어오고 있다. 카시트의 경계석 쿠두루에 기록된 항성의 상징과의 연관성도 주장되어오고 있지만, 쿠두루와 같은 것들이 기호를 사용하여 실제로 별자리와 천문적 정보를 표현했는지에 대해서는 여전히 불분명하다.
각각의 삼성 이후의 항성 일람표는 현재의 삼각형자리에 안드로메다자리 감마가 더해진 최초의 바빌로니아 별자리인 물아핀("쟁기자리")의 이름을 딴 물.아핀을 포함한다. 특히 그것은 17~18개의 황도대 별자리를 목록화했다. 더 늦은 일람표에는 황도대의 별자리가 12개로 줄어들어 있는데, 그것은 이집트와 그리스들에 의해 모방된 것으로, 여전히 현대 별자리들 가운데 잔존하고 있다.

## 각각의 삼성
항성 목록에 대한 최초의 공식적 일람표는 기원전 12세기경에 나온 각각의 삼성(Three Stars Each)의 문헌들이다. 그것들은 하늘의 삼자 분할을 표현했다.: 북반구는 엔릴에 속하고, 적도는 아누에 속하며, 남반구는 엔키에 속한다. 그 경계선은 남쪽과 북쪽의 17도에 있었고, 따라서 태양은 세 번째 구역에서는 연속 삼개월을 보냈다. 각각의 삼성 일람표에서 항성의 세목은 매달마다 3개씩 36개의 항성을 포함한다. 그 목록들에서 "별자리"나 "항성"을 뜻하는 상형문자 한정사는 아누 표시들의 삼중으로써 삼성의 상형문자에서 기원한 물(𒀯)이다. ("성단" 또는 "항성의 항성"으로 언급되는 플레이아데스)가 그 목록에는 물.물 또는 물물 (𒀯𒀯)로 기록되어 있다.

## 물.아핀
바빌로니아의 천문학에서 항성에 대한 두 번째 공식적 일람표는 안드로메다자리 감마를 더한 삼각형자리와 동일시된 한 해의 첫 번째 별자리이던 물아핀("쟁기자리")에 상응하는 모두(冒頭)의 이름을 따서 지은 한쌍의 평판 물.아핀이다. 그것은 각각의 삼성(Three Stars Each) 목록으로부터 직접 파생되었으며, 기원전 1000년경에 더 정확한 관찰에 근거하여 개정되었다. 그것들은 별자리를 더 포함하는데, 그것들에는 극지방의 대부분의 것들과 황도대적인 것들이 더 포함된다.
기원전 4세기에 크니도스의 에우독소소 등을 통해 바빌로니아 항성 일람표가 그리스 천문학에 등장했다. 현대 천문학에 사용되는 별자리 이름들 중 몇 가지가 그리스 천문학을 통한 바빌로니아의 자료에 유래가 있다. 가장 고대의 별자리는 중기 청동기 시대의 네 가지의 기본(cardinal) 점을 표시하는 것들이었다. 예를 들어,
- 춘분점을 표시하는 "하늘의 거세소" 구4안.나에서 비롯된 "황소" 황소자리
- 하지점을 표시하는 "사자" 우르.구.라에서 비롯된 "사자" 사자자리
- 추분점을 표시하는 "전갈" 기르.타브에서 비롯된 "전갈" 전갈자리
- 동지점을 표시하는 ""염소물고기" 수흐르.마스에서 비롯된 "뿔달린 염소" 염소자리. 그것은 기원전 2000년부터 내려오는 경계석에서 에아의 상징으로 묘사된 신화의 잡종이다.

청동기시대에서 기원을 찾을 수 있는 다른 별자리 이름이 있는데, 그것들은 "위대한 쌍둥이" 마스.타브.바.갈.갈에서 비롯된 "쌍둥이" 쌍둥이자리와 "가재" 알.룰에서 비롯된 "게" 게자리 등을 포함한다.
물.아핀은 아래와 같은 주제를 수록한다.
- 각각 삼성의 전통의 "세 방향"의 71 개의 항성 및 별자리의 일람표. (접두사 물(𒀯)이 붙은) 항성의 이름은 연관된 신(접두사 딘기르 (𒀭))과 종종 간략한 다른 어떤 형용사가 기입되어 열거된다.
- 태양과 함께 출몰하는 기간
- 동시에 출몰하는 별자리의 쌍
- 태양과 함께 출몰 하는 기간의 시간 간격
- 동시에 천정점과 지평선에 있는 별자리의 쌍
- 달과 행성의 경로
- 태양력
- 행성과 그것들의 태양과의 합 기간
- 일기 예보와 달력의 조정을 위한 항성의 상승과 행성의 위치
- 해시계의 바늘의 길이가 말하는 시간
- 한 해 동안의 밤 시간의 길이
- 항성과 행성, 물.우.리.리(혜성?) 그리고 바람의 출현과 연결되는 전조.

## 황도대적 성좌
물.아핀에 수록된 달의 경로는 열두 별자리의 황도대의 직접적인 선행물로써 인정될 수 있는 17~18 개의 정거장을 포함한다. 물.물("플레이아데스")에 있는 목록의 시작은 춘분점에 있는 태양이 황소자리의 플레이아데스와 근접(기원전 23세기에 가장 근접)했고, 아직 양자리에 있지는 않았던 중기 청동기 시대의 초반의 국면과 상응한다는 점에 유의할 필요가 있다.
1. 물.물: "성단" 또는 "항성의 항성"(플레이아데스")
2. 물4.안.나: "하늘의 거세소"(황소자리)
3. 시파.지.안.나 "하늘의 충실한 양치기"(오리온자리)
4. 수.기 "노인"(페르세우스자리)
5. 주비 "언월도"(마차부자리)
6. 마스.탑.바.갈.갈 "위대한 쌍둥이"(쌍둥이자리)
7. 알.룰 "가재"(게자리)
8. 우르.구.라 "사자"(사자자리)
9. 압.신 "파종골"(처녀자리)
10. 지브.바.안.나 또는 지-바-니-툼 "저울"(천칭자리)
11. 기르.타브 "전갈"(전갈자리)
12. 파.빌.사그(사수자리)
13. 우흐르.마스.쿠6 "염소물고기"(염소자리)
14. 구.라 "숭고한 사람"(물병자리)
15. 쿤.메스 "꼬리"(물고기자리)
16. 심.마흐 "거대한 제비" (물고기자리와 페가수스자리 엡실론)
17. 안.누.니.툼 또는 아-누-니-툼(안드로메다자리)
18. 루.훈.가 "농부"(양자리)

"제비 꼬리"(물고기자리)는 "꼬리"와 "제비" 이렇게 두개의 별자리로도 보여졌는데, 거기서 "황도대"를 구성했던 별자리의 개수가 17 개였는지 18개 였는지가 불확실해진다. 청동기 시대의 모든 별자리 중에, 열두 별자리의 황도대가 있는데, 몇몇 별자리(처녀자리를 의미하는 "고랑"과 사수자리는 파빌사그, 물병자리는 "숭고한 사람", "물고기자리"는 제비꼬리, 양자리는 "농부")는 변경된 이름으로 그리스 천문학에 도달한 반면, 다른 것들의 대부분은 분명 그것들과 동일한 이름을 지닌다.
처녀자리와 그녀의 주요 항성인 스피카에 대한 바빌로니아의 선례가 있다. 물.아핀은 압신("고랑")과 "여신 샬라의 옥수수 이삭"을 연관짓는다. 그리고, 카시트 시대의 경계석에서는 샬라가 옥수수 이삭을 들고 있다고 묘사된다. 사수자리와 관련된 바빌사그는 비교적 잘 알려지지 않은 수메르의 신이며, 나중에 닌우르타와 동일시되었다. 그 별자리의 또 다른 이름은 네부("군인")이다. 물.아핀에서 물병자리(""물붓는 사람")는 "숭고한 사람"이라 불리던 그 자신인 에아를 표현한다. 그것은 초기 청동기 시대에 하지점을 포함했다. 그리스의 전승에서, 그는 피스키스 아우스트리누스(남쪽물고기자리)로 물줄기를 내리 붓는 단 하나의 항아리로만 표현되었다. 힌두 황도대에서도 마찬가지로 그 이름은 "물주전자"인 쿰바'로써, 황도대가 그리스의 매개를 경유하여 인도에 도달했음을 나타낸다. 현재의 물고기자리의 정의는 황도대적 성좌들 중에서 가장 연령이 어리다. 바빌로니아 천문학의 "제비자리"는 페가수스자리를 포함하기에 더 크다. 후기 바빌로니아의 자료는 "물고기줄" 두.누.누를 언급한다. 물.아핀의 "농부"가 어떻게 그리스 전승의 양자리("숫양")가 되었는지는 불분명한데, 아마도 양치기 두무지와의 연관성을 통해서였을 듯하다.

### 같이 보기
- 별자리의 역사
- 바빌로니아 달력
- 바빌로니아 점성술
- 에누마 아누 엔릴
- 삼상여신
- 암미사두카의 금성 평판

## 참고 문헌
1. ↑  .History of the Constellations and Star Names — D.4: Sumerian constellations and star names? 보관됨 2015-09-07 - 웨이백 머신, by Gary D. Thompson
2. ↑  History of the Constellations and Star Names — D.5: Elamite lion-bull iconography as constellations? 보관됨 2012-11-14 - 웨이백 머신, by Gary D. Thompson
3. ↑  The Origin Of The Zodiac 보관됨 2012-12-24 - 웨이백 머신 by Gary D. Thompson.

- John H. Rogers, "Origins of the ancient contellations: I. The Mesopotamian traditions", Journal of the British Astronomical Association 108 (1998) 9–28
- Verderame, Lorenzo, "The Primeval Zodiac: Its Social, Religious, and Mythological Background", in J.A. Rubiño-Martín et al., Cosmology Across Cultures, ASP Conference Series 409, San Francisco, 2009, 151-156.